# Lớp Cá sụn
Lớp Cá sụn (danh pháp khoa học: Chondrichthyes (phát âm /kɒnˈdrɪkθi.iːz/)) là một nhóm cá có hàm với các vây tạo thành cặp, các cặp lỗ mũi, vảy, tim hai ngăn và bộ xương hợp thành từ chất sụn chứ không phải chất xương. Nhóm cá này được chia thành 2 phân lớp: Elasmobranchii (cá mập, cá đuối) và Holocephali (cá toàn đầu, đôi khi gọi là cá mập ma, và đôi khi cũng được tách riêng ra thành một lớp của chính chúng).
Nằm trong cận ngành Gnathostomata, cá sụn là khác biệt với tất cả các động vật có xương sống có quai hàm còn lại, với tất cả các thành viên còn sinh tồn của nó thuộc về Teleostomi.

## Giải phẫu

### Bộ xương
Bộ xương của nhóm cá này là chất sụn. Dây sống có ở các loài cá trong nhóm khi còn non sẽ dần dần được thay thế bằng sụn. Cá sụn cũng không có xương sườn, do đó nếu chúng rời khỏi môi trường nước thì trong lượng của chính cơ thể của các loài lớn có thể đè bẹp các cơ quan nội tạng của chúng trước khi chúng có thể bị chết ngạt.
Do chúng không có tủy xương, nên các hồng cầu được sản xuất trong lá lách và mô đặc biệt xung quanh các tuyến sinh dục. Chúng cũng được sản xuất trong cơ quan gọi là cơ quan Leydig chỉ có ở các loài cá sụn, mặc dù một số loài không có cơ quan này. Cơ quan độc đáo duy nhất khác là cơ quan mô bám ở mặt bụng của thận có lẽ có vai trò của hệ miễn dịch. Phân lớp Holocephali, là một nhóm rất chuyên biệt hóa, thiếu cả hai cơ quan trên.

### Các bộ phận phụ
Lớp da dai của chúng được che phủ bằng các răng biểu bì (Holocephali là ngoại lệ với các răng biểu bì mất đi ở các loài cá trưởng thành, chỉ giữ lại trên cơ quan móc thấy ở phía trước đầu cá đực), còn gọi là vảy placoid, làm cho bề mặt ngoài của chúng giống như tờ giấy nhám. Ở phần lớn các loài, tất cả các răng biểu bì đều hướng theo một hướng, làm cho da có cảm giác rất mịn mượt nếu xoa theo một chiều và rất nhám nếu xoa theo chiều ngược lại.
Nguyên thủy thì đai ức và đai chậu, không chứa yếu tố biểu bì nào, không kết nối. Ở các dạng muộn hơn, mỗi đôi vây trở thành được kết nối ở mặt bụng trong đoạn giữa khi các thanh xương bả vai-xương quạ và xương mu-đốt háng đã tiến hóa. Trong nhóm cá đuối (Batoidea), các vây ức đã kết nối với đầu và là rất linh hoạt.
Một trong các đặc trưng nguyên thủy hiện diện ở phần lớn cá nhám là vây đuôi dị hình, hỗ trợ chuyển động.

### Che phủ cơ thể
Cá sụn có các vảy giống như răng, gọi là răng biểu bì hay vảy placoid. Các răng biểu bì cung cấp 2 chức năng là bảo vệ và trong phần lớn các trường hợp là tạo dáng thuôn (khí động học). Các tuyến nhầy cũng tồn tại ở một số loài.
Người ta cho rằng các răng miệng của chúng đã tiến hóa từ các răng biểu bì đã phát triển trong phần miệng, nhưng có thể theo cách khác vì một vài loài cá xương như Denticeps clupeoides có phần lớn đầu của nó được các răng biểu bì che phủ (có lẽ cũng giống như Atherion elymus, một loài cá xương khác). Điều này có thể nhất là một đặc trưng tiến hóa thứ cấp, nghĩa là không nhất thiết phải có liên hệ giữa răng và các vảy biểu bì nguyên gốc.
Cá da phiến (Placodermi) cổ đại hoàn toàn không có răng, nhưng có các phiến xương sắc nhọn trong miệng chúng. Vì vậy, không rõ là răng biểu bì hay răng miệng đã tiến hóa trước. Cũng không chắc chắn nó đã xảy ra bao nhiêu lần nếu quan hệ giữa răng và vảy biểu bì hóa ra là đúng. Người ta thậm chí đã đề xuất rằng các tấm xương nguyên gốc của mọi động vật có xương sống đã tiêu tan và rằng các vảy hiện tại chỉ là các răng đã biến đổi, cho dù cả răng và lớp ngụy trang bảo vệ cơ thể có cùng một nguồn gốc chung từ rất lâu. Nhưng hiện tại không có chứng cứ cho điều này.

### Hệ hô hấp
Các loài cá sụn thở thông qua 5-7 mang, tùy theo loài. Nói chung, các loài sống ngoài biển khơi và sát mặt nước phải luôn bơi lội để giữ cho nước chứa oxy di chuyển qua các mang trong khi các loài sống tầng đáy có thể tích cực bơm nước vào thông qua các lỗ thở của chúng và ra thông qua các mang. Tuy nhiên, đây chỉ là quy tắc chung và nhiều loài không có cơ chế như vậy.
Lỗ thở là một lỗ nhỏ tìm thấy phía sau mỗi mắt. Chúng có thể nhỏ và hình tròn, như tìm thấy ở cá mập miệng bản lề (Ginglymostoma cirratum), tới mở rộng và giống như khe hở, như tìm thấy ở cá nhám râu (Orectolobidae). Nhiều loài lớn, sống sát bề mặt nước như cá nhám thu (Lamnidae) và cá nhám đuôi dài (Alopiidae) không còn có các lỗ thở.

## Sinh học
Cá sụn chủ yếu là động vật máu lạnh, với tốc độ trao đổi chất thấp và khả năng di chuyển mà không cần phải thường xuyên ăn uống. Nhưng cá mập trong họ Lamnidae – như cá mập Mako vây ngắn, cá mập Mako vây dài, cá mập trắng, cá nhám chuột và cá nhám hồi – được biết là có khả năng thu nhiệt, và nghiên cứu gần đây đã phát hiện dấu vết trong họ Cá nhám đuôi dài (Alopiidae). Mặc cho tiêu hao năng lượng dư này, một thực nghiệm bằng buộc thẻ tiến hành trong thập niên 1980 tính toán các nhu cầu năng lượng của một con cá mập trắng trưởng thành (dài 4,6 m) đã nêu lên một số kết quả thú vị. Người ta đề xuất rằng, sau khi ngốn xác chết cá voi nhiều mỡ, con cá mập không cần ăn trong vòng trên một tháng.
Thụ tinh diễn ra bên trong cơ thể. Sự phát triển thường là noãn thai sinh (đẻ con đã phát triển độc lập trong trứng) nhưng có thể qua noãn sinh (đẻ trứng). Một ít loài là thai sinh (đẻ con từ bào thai phát triển phụ thuộc vào cơ thể mẹ). Không có sự chăm sóc của cá bố mẹ cho lũ cá con, tuy nhiên, một vài loài bảo vệ trứng của chúng.

## Phân loại
Các thành viên còn tồn tại của nhóm Chondrichthyes là cá nhám, cá mập, cá đuối, thuộc về phân lớp Elasmobranchii, còn cá toàn đầu thuộc về phân lớp Holocephali.
| Các bộ cá sụn còn tồn tại | Các bộ cá sụn còn tồn tại | Các bộ cá sụn còn tồn tại | Các bộ cá sụn còn tồn tại | Các bộ cá sụn còn tồn tại | Các bộ cá sụn còn tồn tại | Các bộ cá sụn còn tồn tại | Các bộ cá sụn còn tồn tại | Các bộ cá sụn còn tồn tại | Các bộ cá sụn còn tồn tại | Các bộ cá sụn còn tồn tại | Các bộ cá sụn còn tồn tại | Các bộ cá sụn còn tồn tại |
| Nhóm                      | Bộ                        | Hình ảnh                  | Tên thông thường          | Tác giả                   | Số họ                     | Số chi                    | Số loài                   | Số loài                   | Số loài                   | Số loài                   | Ghi chú                   |                           |
| Nhóm                      | Bộ                        | Hình ảnh                  | Tên thông thường          | Tác giả                   | Số họ                     | Số chi                    | Tổng cộng                 |                           |                           |                           | Ghi chú                   |                           |
| ------------------------- | ------------------------- | ------------------------- | ------------------------- | ------------------------- | ------------------------- | ------------------------- | ------------------------- | ------------------------- | ------------------------- | ------------------------- | ------------------------- | ------------------------- |
| Galeomorphii              | Carcharhiniformes         |                           | cá mập mắt trắng          | Compagno, 1977            | 8                         | 51                        | >270                      | 7                         | 10                        | 21                        |                           |                           |
| Galeomorphii              | Heterodontiformes         |                           | cá mập đầu bò             | L. S. Berg, 1940          | 1                         | 1                         | 9                         |                           |                           |                           |                           |                           |
| Galeomorphii              | Lamniformes               |                           | cá nhám thu               | L. S. Berg, 1958          | 7 +2 extinct              | 10                        | 16                        |                           |                           | 10                        |                           |                           |
| Galeomorphii              | Orectolobiformes          |                           | cá mập thảm               | Applegate, 1972           | 7                         | 13                        | 43                        |                           |                           | 7                         |                           |                           |
| Squalomorphi              | Hexanchiformes            |                           | cá mập nguyên thủy        | de Buen, 1926             | 2 +3 extinct              | 4 +11 extinct             | 6 +33 extinct             |                           |                           |                           |                           |                           |
| Squalomorphi              | Pristiophoriformes        |                           | cá nhám cưa               | L. S. Berg, 1958          | 1                         | 2                         | 6                         |                           |                           |                           |                           |                           |
| Squalomorphi              | Squaliformes              |                           | cá nhám góc               |                           | 1                         | 2                         | 29                        | 1                         |                           | 6                         |                           |                           |
| Squalomorphi              | Squatiniformes            |                           | cá nhám dẹt               | Buen, 1926                | 1                         | 1                         | 23                        | 3                         | 4                         | 5                         |                           |                           |
| Batoidea                  | Myliobatiformes           |                           | cá đuối ó                 | Compagno, 1973            | 10                        | 29                        | 223                       | 1                         | 16                        | 33                        |                           |                           |
| Batoidea                  | Pristiformes              |                           | cá đao                    |                           | 1                         | 2                         | 5-7                       | 5-7                       |                           |                           |                           |                           |
| Batoidea                  | Rajiformes                |                           | cá đuối thông thường      | L. S. Berg, 1940          | 5                         | 36                        | >270                      | 4                         | 12                        | 26                        |                           |                           |
| Batoidea                  | Torpediniformes           |                           | cá đuối điện              | de Buen, 1926             | 2                         | 12                        | 69                        | 2                         |                           | 9                         |                           |                           |
| Holocephali               | Chimaeriformes            |                           | cá toàn đầu               | Obruchev, 1953            | 3 +2 extinct              | 6 +3 extinct              | 39 +17 extinct            |                           |                           |                           |                           |                           |

| Phân loại theo Leonard Compagno, 2005 |
| --- |
| - Phân lớp Elasmobranchii - Plesioselachus † - Bộ Squatinactiformes † - Bộ Protacrodontiformes † - Cận lớp Cladoselachimorpha † - Bộ Cladoselachiformes † - Cận lớp Xenacanthimorpha † - Bộ Xenacanthiformes † - Cận lớp Euselachii (cá nhám, cá mập và cá đuối) - Bộ Ctenacanthiformes † - Nhóm không phân hạng Hybodonta † - Bộ Hybodontiformes † - Nhóm không phân hạng Neoselachii - Nhóm không phân hạng Selachii (cá mập và cá nhám hiện đại) - Siêu bộ Galeomorphi - Bộ Heterodontiformes (cá mập đầu bò) - Bộ Orectolobiformes (cá nhám râu) - Bộ Lamniformes (cá nhám thu, cá nhám chuột) - Bộ Carcharhiniformes (cá mập) - Siêu bộ Squalomorphi - Bộ Hexanchiformes (cá nhám sáu mang) - Bộ Echinorhiniformes (cá nhám gai) - Bộ Squaliformes (cá nhám góc) - Bộ Protospinaciformes † - Bộ Squatiniformes (cá nhám dẹt) - Bộ Pristiophoriformes (cá nhám cưa) - Nhóm không phân hạng hay siêu bộ Batoidea (cá đuối) - - Bộ Torpediniformes (cá đuối điện) - Bộ Pristiformes (cá đao) - Bộ Rajiformes (cá đuối thường, cá đuối quạt) - Bộ Myliobatiformes (cá ó, cá đuối ó) - Phân lớp Holocephali (cá toàn đầu) - Siêu bộ Paraselachimorpha † - Bộ Orodontiformes † - Bộ Petalodontiformes † - Bộ Helodontiformes † - Bộ Iniopterygiformes † - Bộ Debeeriiformes † - Bộ Eugeneodontiformes † (*) - Siêu bộ Holocephalimorpha - Bộ Psammodontiformes † (*) - Bộ Copodontiformes † - Bộ Squalorajiformes † - Bộ Chondrenchelyiformes † - Bộ Menaspiformes † - Bộ Cochliodontiformes † - Bộ Chimaeriformes (cá khi me, cá toàn đầu) * vị trí không chắc chắn |